# Улица Фикрета Амирова
Улица Фикрета Амирова (азерб. Fikrət Əmirov küçəsi) — улица в Баку, от улицы Узеира Гаджибекова до улицы Диляры Алиевой. Одна из границ парка Муган.

## История
Первоначальное название — Миллионная улица (позже Дарвина, Ворошилова). Современное название в честь Фикрета Амирова (1922—1984), азербайджанского советского композитора, Народного артиста СССР.
6 июля 2011 года на д. 1 открыта мемориальная доска Муслиму Магомаеву (1942—2008).
19 сентября 2011 года в сквере на улице установлен памятник Фикрету Амирову, в церемонии открытия принял участие Президент Азербайджана
Улица благоустраивается.

## Достопримечательности
Памятник Фикрету Амирову.
Здание Бакинского отделения Императорского технического общества (1898, архитектор Гославский)

## Известные жители
д. 1 — Муслим Магомаев (мемориальная доска)